# Каннинг, Стрэтфорд, 1-й виконт Стрэтфорд де Рэдклиф
Чарльз Стрэтфорд Каннинг, 1-й виконт Стрэтфорд де Рэдклифф, или Стра́тфорд Ка́ннинг, виконт де Ре́дклифф — британский дипломат и политик, долгое время исполнявший обязанности посла в Османской империи и Соединённых Штатах. Двоюродный брат премьер-министра Джорджа Каннинга.
Каннинг был младшим из пяти сыновей Стрэтфорда Каннинга (1744—1787) лондонского торговца ирландского происхождения, и его жены Мехитабель, урождённой Патрик. Его старший брат Генри стал британским консулом в Гамбурге в 1823 году и занимал этот пост до конца жизни. Другой его брат, Чарльз Фокс Каннинг (1784–1815) погиб в битве при Ватерлоо, будучи адъютантом герцога Веллингтона. Его двоюродными братьями были Джордж Каннинг и барон Гарваг. Каннинг получил образование в Итоне и Королевском колледже Кембриджа.

## Дипломатическая карьера, 1807—1831
В 1807 году он получил небольшой пост в министерстве иностранных дел по протекции своего кузена и на следующий год был послан с миссией в Данию. Затем он сопровождал Роберта Адэра, направлявшего в Константинополь для заключения мирного договора с Османской империей. Когда Адэр покинул в 1810 году, Каннинг занял пост полномочного министра и выступал в 1812 посредником при заключении Бухарестского мирного договора между Российской империей и Турцией.
В том же году Каннинг вернулся в Лондон и участвовал в создании Quarterly Review. В июне 1814 года он был назначен послом в Швейцарию, где он участвовал в переговорах о нейтралитете этой страны. В октябре он отправился в Вену в помощь лорду Каслри в его участии на Венском конгрессе. В 1819 году Каннинг был отправлен в Вашингтон в качестве чрезвычайного и полномочного посла. На этом посту его деятельность не была особенно успешной. В частности, ему не удалось предотвратить одностороннее объявление Соединёнными Штатами доктрины Монро.
В 1820 году стал членом Тайного совета, а в 1823 году вернулся в Лондон. В 1824 году он был отправлен с миссией в Россию, где он вёл переговоры о границе между Русской и Британскими частями Северной Америки, однако из-за восстания в Греции не смог достичь какого-либо результата. Тем не менее, в феврале 1825 года англо-русская конвенция о разграничении владений России и Великобритании в Северной Америке была подписана. В 1825 году снова отправился в Константинополь, на этот раз в качестве посла. Ему пришлось покинуть страну после Наваринского сражения в 1827 году и после кратковременного возвращения в Лондон вместе во французским и русским послами обосновался на острове Порос. В 1828 он, вместе с другими послами, подписал Поросские протоколы, гарантировавшие Греции острова Крит, Самос и Эвбею. Хотя он следовал в этом вопросе указаниям лорда Абердина, эти действия вызвали неудовольствие правительства, и Каннингу пришлось подать в отставку.

## Дипломатическая карьера, 1831—1841
Вернувшись на родину, попытался включиться в британскую политику и избрался в 1831 году в Палату общин, однако не смог стать там значительной фигурой. Когда виги получили право сформировать кабинет, и лорд Пальмерстон возглавил британскую дипломатию, Каннинг снова отправился в Константинополь, где активно противодействовал возможному заключению союза между Махмудом II и Николаем I, однако уже 1832 году вернулся, недовольный тем, что Пальмерстон не прислушивался к его советам, а также тем, что королём Греции был избран Отто Баварский.
В том же году был назначен Пальмерстоном послом в Россию. Однако император Николай I вызвал дипломатический скандал, отказавшись принять посла. Причины такого поведения императора доподлинно невыясненные — некоторые историки считают, что император опасался Стрэтфорда-Каннинга, достаточно хорошо разбиравшегося в русской восточной политике и способного действовать как доверенное лицо не столько правительства Великобритании, сколько самого лорда Пальмерстона (как показали события 1851-1852 гг, Стрэтфорд немало поспособствовал эскалации Крымской войны) — но его нежелание принять английского дипломата было непреклонным. Пальмерстон, в свою очередь, не желал видеть кого-либо другого на этом важном посту, велев советнику посольства исполнять обязанность посла до вступления в должность Каннинга. В ответ на это Николай понизил уровень миссии, назначив поверенным в Великобритании незначительную фигуру. В результате Каннинг был отправлен в Мадрид в курьёзном качестве посла в Российской империи. Перед отправкой в Мадрид Пальмерстон ещё раз навёл справки, не согласится ли император разрешить Стратфорду только приехать, представиться и тут же уехать. На это предложение Николай ответил, что он обещает дать британскому послу один из самых высоких русских орденов, лишь бы он вовсе не приезжал в Санкт-Петербург.
В результате он отправился в Мадрид, где не слишком удачно пытался решить вопрос о португальском престоле, после чего снова попытался включиться во внутреннюю политику, присоединившись к партии лорда Стэнли. Однако когда последователи Стэнли вошли в правительство Роберта Пиля в 1841 году, Каннингу вновь не предложили поста. Вместо этого лорд Абердин предложил ему вновь стать послом в Константинополе.

## Посол в Константинополе, 1842—1858
На своём посту в Константинополе первоначально пробыл с 1842 по 1852 год, став влиятельной фигурой в столице Османской империи. Когда его старый союзник, Стэнли, теперь лорд Дерби, сформировал в феврале 1852 года правительство меньшинства, надеялся возглавить Форин-офис или, как минимум, получить пост посла во Франции, но получил титул виконта Стрэтфорд де Рэдклифф в графстве Сомерсет. 
Не получив нового назначения, вернулся в Константинополь, где оказался в центре кризиса, вызванного конфликтом между Наполеоном III и Николаем I по вопросу о защите святых мест, ставшим прелюдией к Крымской войне. В тот период Стрэтфорд активно способствовал углублению разногласий между Россией и Турцией, способствуя скорейшему объявлению войны.
В 1857 году Стрэдфорд в последний раз покинул Константинополь и подал в отставку на следующий год.